# Топилувка
Топилувка (пол. Topiłówka) — деревня в Августовском повете Подляского воеводства Польши. Входит в состав гмины Августув. Находится примерно в 10 км к северо-западу от города Августов. Северо-восточнее деревни находится долина реки Роспуда. По данным переписи 2011 года, в деревне проживало 374 человека.
Впервые упоминается в 1604 году. Название происходит от близлежащего озера Топило (ныне болото).